# Tatsuya Ueta
Tatsuya Ueta (jap. 植田 辰哉 Ueta Tatsuya; ur. 25 lipca 1964 w Higashikagawie) – siatkarz japoński, uczestnik letnich igrzysk olimpijskich 1992, a następnie trener kadry narodowej Japonii.
Jest absolwentem Uniwersytetu Handlowego w Osace oraz Uniwersytetu Waseda.